# Manuel Ferrara

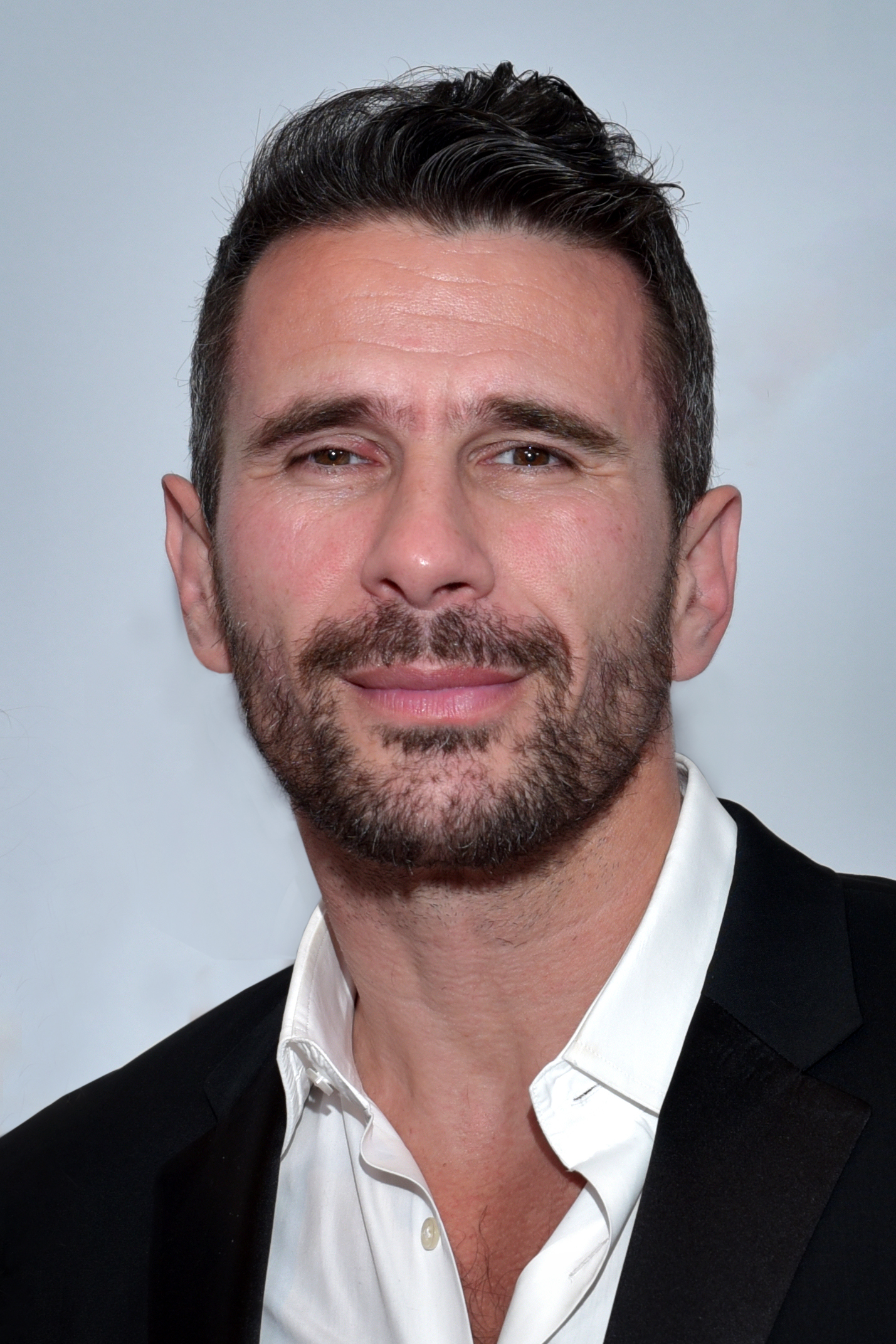
Manuel Ferrara (2019)

Manuel Ferrara (* 1. November 1975 in Gagny, Frankreich; eigentlich Manuel Jeannin) ist ein französischer Pornodarsteller. Ferrara hat in über 2700 Pornofilmen mitgewirkt und ist zudem auch als Regisseur für die Filmgesellschaft Evil Angel tätig. Er hat bereits Filme für die Studios ClubJenna, Vivid Entertainment Group, Red Light District und Wicked Pictures gedreht.

## Privates
Im Januar 2005 heiratete er die Darstellerkollegin Dana Vespoli, mit der er einen im Februar 2007 geborenen Sohn sowie zwei weitere Söhne hat. 2012 wurde die Ehe geschieden.
Manuel Ferrara führt seit 2012 eine Beziehung mit der Pornodarstellerin Kayden Kross und beide haben eine am 23. Januar 2014 geborene gemeinsame Tochter.

## Auszeichnungen

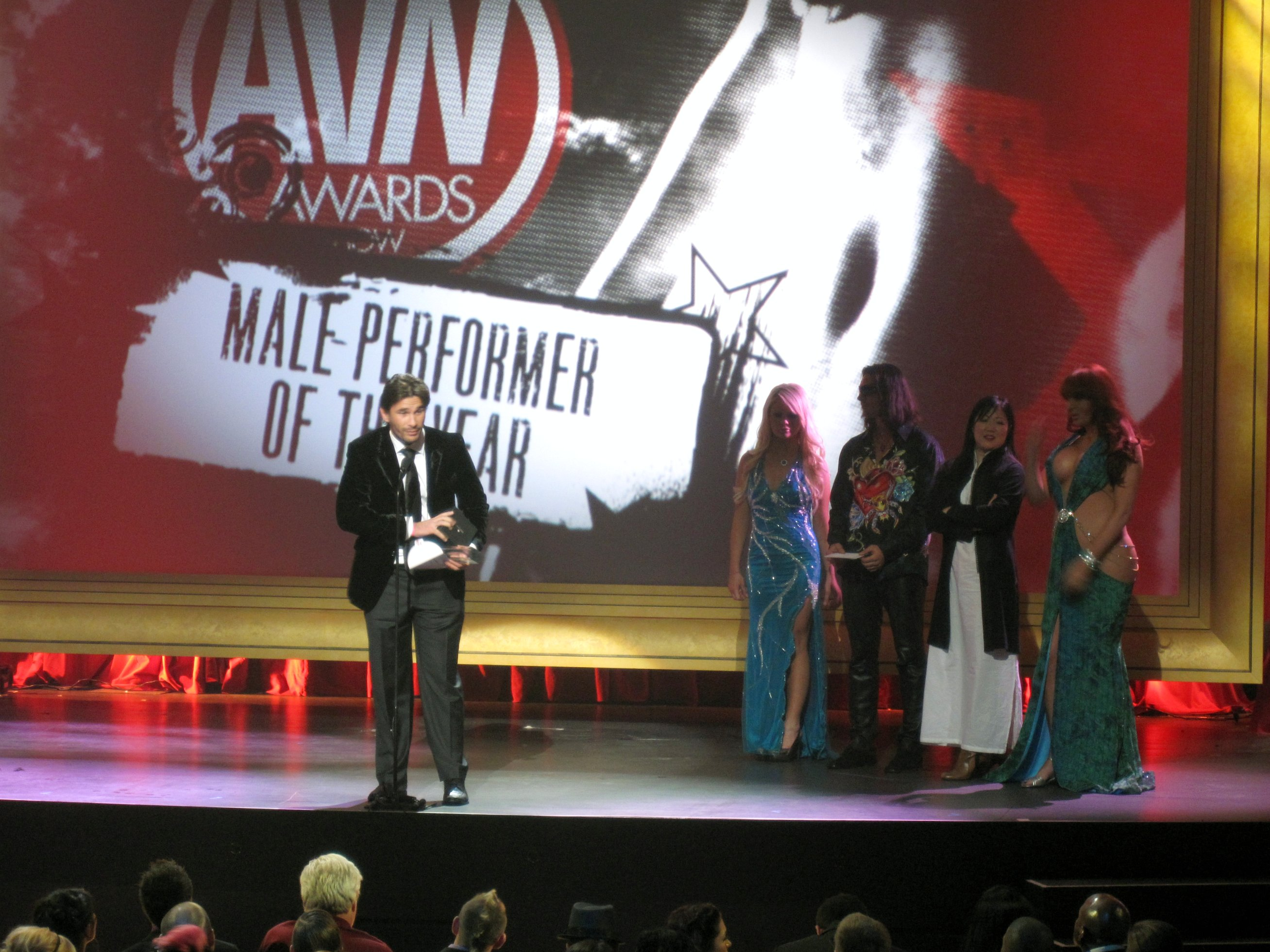
Manuel Ferrara wird bei den AVN Awards 2010 als Male Performer of the Year ausgezeichnet.

### AVN Award
- 2004 Best Foreign Male Performer
- 2005 Best Male Performer
- 2005 Best Couples Sex Scene-Video (mit Venus)
- 2006 Best Anal Sex Scene – Video (mit Katsuni)
- 2006 Best P.O.V. Release (als Regisseur)
- 2006 Best Male Performer
- 2007 Best Sex Scene Coupling – Video in „Slave Dolls“ (mit Tiffany Mynx)
- 2007 Best Sex Scene Coupling – Movie („Emperor“) mit Janine Lindemulder
- 2007 Best Supporting Actor – Video
- 2008 Best Couples Sex Scene – Video (in „Evil Anal 2“, mit Jenna Haze)
- 2009 Best Anal Sex Scene – Video (in „Big Wet Asses 13“, mit Sunny Lane)[4]
- 2015 Best Anal Sex Scene (in Internal Damnation 8 mit Adriana Chechik)[5]
- 2019 Male Performer of the Year[6]
- 2020 Best POV Sex Scene (in Manuels Fucking POV 12 mit Karma Rx)[7]
- 2020 Best Group Sex Scene (in Drive mit Angela White, Autumn Falls, Alina Lopez und Lena Paul)[7]
- 2025: Best Foursome/Orgy Scene (in 20 For 20 zusammen mit Angela White, Cherie DeVille, Alexis Fawx, Monique Alexander, Luna Star, Ryan Reid, Gal Ritchie, Queenie Sateen, Kira Noir,  Kayley Gunner, Abigaiil Morris, Lily Lou, JMac, Mick Blue, Keiran Lee, Van Wylde, Alex Jones, Ricky Johnson, Scott Nails, Hollywood Cash & Isiah Maxwell)[8]

### XRCO Award
- 2002 Best New Stud
- 2003 Best Male Performer
- 2003 Best Male-Female Scene mit Jewel De’Nyle
- 2003 Best Threeway mit Julie Night und Steve Holmes
- 2004 Best Male Performer
- 2005 Best Male Performer
- 2014 Male Performer of the Year

### XBIZ Award
- 2014 Best Scene (Feature Movie) in Code of Honor (zusammen mit Jesse Jane, Kayden Kross, Riley Steele, Selena Rose und Stoya)
- 2020 Best Sex Scene (Feature Movie) in Drive (zusammen mit Ivy Lebelle und Maitland Ward)[9]

## Filmografie (Auswahl)
- Camp Cuddly Pines Powertool Massacre (2005)
- Emperor (2006)
- Wasteland (2012)
- Code of Honor (2017)
- Snoop Dogg’s Hustlaz: Diary of a Pimp
- The Fashionistas
- Tori Black Is Pretty Filthy
- Phoenix Marie Experience